# 離婚後宮
《離婚後宮》是日本漫畫家稲葉みのり創作的日本漫畫作品，自2022年3月10日起在集英社旗下雜誌《週刊YOUNG JUMP》開始連載，單行本由集英社發行，在發行第一卷時推出與寫真偶像山田佳奈的合作企劃，由山田飾演女主角。

## 故事大綱
35歲的上班族和光市路發現妻子綿花外遇，並和她離婚後，和光的同事涉谷核桃向市路告白，而市路也發現核桃是綿花的妹妹。儘管兩人互有好感，但核桃的長相與綿花幾乎相同、而且市路有性功能障礙，導致兩人的關係難以進展。兩人在公司茶水間、居酒屋調情，並在水族館約會。
同事綾瀨由紀注意到兩人的關係，並以兩人在茶水間勾搭為話題，但未能成功誘惑市路。公司員工策畫出遊，市路駕車載13名女同事去露營。在和眾人一起進行三溫暖後，同事新橋趁市路熟睡時和他愛撫，也無法介入市路和核桃的關係，其後市路和核桃成功發生性行為。

## 出版
| 卷數 | 集英社         | 集英社                 | 尖端出版      | 尖端出版               |
| 卷數 | 發售日期       | ISBN                   | 發售日期      | ISBN                   |
| ---- | -------------- | ---------------------- | ------------- | ---------------------- |
| 1    | 2022年7月19日  | ISBN 978-4-08-892374-1 | 2024年10月4日 | ISBN 978-626-403-149-3 |
| 2    | 2022年11月17日 | ISBN 978-4-08-892489-2 | 2025年1月20日 | ISBN 978-626-403-438-8 |
| 3    | 2023年3月17日  | ISBN 978-4-08-892627-8 |               |                        |
| 4    | 2023年8月18日  | ISBN 978-4-08-892789-3 |               |                        |
| 5    | 2024年2月19日  | ISBN 978-4-08-893117-3 |               |                        |
| 6    | 2024年6月19日  | ISBN 978-4-08-893263-7 |               |                        |
| 7    | 2024年10月18日 | ISBN 978-4-08-893412-9 |               |                        |
| 8    | 2025年1月17日  | ISBN 978-4-08-893492-1 |               |                        |
| 9    | 2025年5月19日  | ISBN 978-4-08-893587-4 |               |                        |